# Division I (Schach) 1980/81
Die Saison 1980/81 war die 12. Spielzeit der Allsvenskan im Schach.

## Division I Norra
In der Nord-Staffel waren die beiden Finalplätze hart umkämpft. Am Ende konnten sich konnten sich Upsala ASS und der Wasa SK durchsetzen, das Nachsehen hatten die Solna Schacksällskap und der Vorjahresmeister SK Rockaden Stockholm. Deutlich fiel hingegen die Entscheidung am Tabellenende aus, die beiden Absteiger Västerås ASK und Akademiska SK Uppsala hatten jeweils vier Punkte Rückstand auf den rettenden sechsten Platz.

### Abschlusstabelle
| Pl. | Verein                       | Sp | G | U | V | MP   | Brett-P.  |
| --- | ---------------------------- | -- | - | - | - | ---- | --------- |
| 01. | Upsala ASS                   | 7  | 5 | 1 | 1 | 11:3 | 31,5:24,5 |
| 02. | Wasa SK                      | 7  | 4 | 2 | 1 | 10:4 | 33,5:22,5 |
| 03. | Solna Schacksällskap         | 7  | 5 | 0 | 2 | 10:4 | 31,0:25,0 |
| 04. | SK Rockaden Stockholm (M, V) | 7  | 4 | 1 | 2 | 9:5  | 32,5:23,5 |
| 05. | SK SASS                      | 7  | 2 | 2 | 3 | 6:8  | 28,5:27,5 |
| 06. | Luleå Schacksällskap (N)     | 7  | 2 | 2 | 3 | 6:8  | 26,0:30,0 |
| 07. | Västerås ASK (N)             | 7  | 1 | 0 | 6 | 2:12 | 22,5:33,5 |
| 08. | Akademiska SK Uppsala        | 7  | 1 | 0 | 6 | 2:12 | 18,5:37,5 |

### Entscheidungen
|     | Teilnehmer am Finalturnier: Upsala ASS, Wasa SK                   |
|     | Absteiger in die Division II: Västerås ASK, Akademiska SK Uppsala |
| (M) | Meister der letzten Saison                                        |
| (V) | Staffelsieger der letzten Saison                                  |
| (N) | Aufsteiger der letzten Saison                                     |

## Division I Södra
In der Süd-Staffel konnte sich der SK Kamraterna deutlich durchsetzen, hart umkämpft war hingegen der zweite Platz, welchen sich am Ende der Lunds ASK sichern konnte. Chancenlos absteigen mussten die Malmö Schacksällskap und die Helsingborgs Schacksällskap, die sich im direkten Vergleich unentschieden trennten und alle übrigen Wettkämpfe verloren.

### Abschlusstabelle
| Pl. | Verein                      | Sp | G | U | V | MP   | Brett-P.  |
| --- | --------------------------- | -- | - | - | - | ---- | --------- |
| 01. | SK Kamraterna (V)           | 7  | 6 | 0 | 1 | 12:2 | 37,5:18,5 |
| 02. | Lunds ASK                   | 7  | 4 | 2 | 1 | 10:4 | 34,5:21,5 |
| 03. | Jönköpings Schacksällskap   | 7  | 4 | 1 | 2 | 9:5  | 30,0:26,0 |
| 04. | Schacksällskapet Manhem (N) | 7  | 4 | 1 | 2 | 9:5  | 27,0:29,0 |
| 05. | Limhamns SK                 | 7  | 4 | 0 | 3 | 8:6  | 28,5:27,5 |
| 06. | Åstorps Schacksällskap      | 7  | 2 | 2 | 3 | 6:8  | 28,5:27,5 |
| 07. | Helsingborgs Schacksällskap | 7  | 0 | 1 | 6 | 1:13 | 20,0:36,0 |
| 08. | Malmö Schacksällskap (N)    | 7  | 0 | 1 | 6 | 1:13 | 18,0:38,0 |

### Entscheidungen
|     | Teilnehmer am Finalturnier: SK Kamraterna, Lunds ASK                            |
|     | Absteiger in die Division II: Helsingborgs Schacksällskap, Malmö Schacksällskap |
| (V) | Staffelsieger der letzten Saison                                                |
| (N) | Aufsteiger der letzten Saison                                                   |

## Finalturnier
Das Finalturnier fand vom 3. bis 5. April in Göteborg statt. Der SK Kamraterna und der Wasa SK begannen mit je einem Sieg und einem Unentschieden, um im direkten Vergleich in der Schlussrunde den Meistertitel auszuspielen. Durch einen knappen Sieg wurde der SK Kamraterna schwedischer Mannschaftsmeister.

### Abschlusstabelle
| Pl. | Verein        | Sp | G | U | V | MP  | Brett-P.  |
| --- | ------------- | -- | - | - | - | --- | --------- |
| 01. | SK Kamraterna | 3  | 2 | 1 | 0 | 5:1 | 15,0:9,0  |
| 02. | Wasa SK       | 3  | 1 | 1 | 1 | 3:3 | 13,5:10,5 |
| 03. | Lunds ASK     | 3  | 1 | 1 | 1 | 3:3 | 10,5:13,5 |
| 04. | Upsala ASS    | 3  | 0 | 1 | 2 | 1:5 | 9,0:15,0  |

### Entscheidungen
|  | Schwedischer Mannschaftsmeister: SK Kamraterna |

### Kreuztabelle
| Ergebnisse | Ergebnisse    | 01. | 02. | 03. | 04. |
| ---------- | ------------- | --- | --- | --- | --- |
| 01.        | SK Kamraterna |     | 4½  | 4   | 6½  |
| 02.        | Wasa SK       | 3½  |     | 6   | 4   |
| 03.        | Lunds ASK     | 4   | 2   |     | 4½  |
| 04.        | Upsala ASS    | 1½  | 4   | 3½  |     |

## Die Meistermannschaft
| 1.            | SK Kamraterna |
| Schachfiguren | Bengt Svensson, Matti Svenn, Gösta Svenn, Peter Östberg, Ingvar Andréasson, Michael Andersson, Sven-Göran Malmgren, Ulf Nyberg, Per-Olof Gromark, Bertil Westin. |